# Rauenthal (Rheingau)

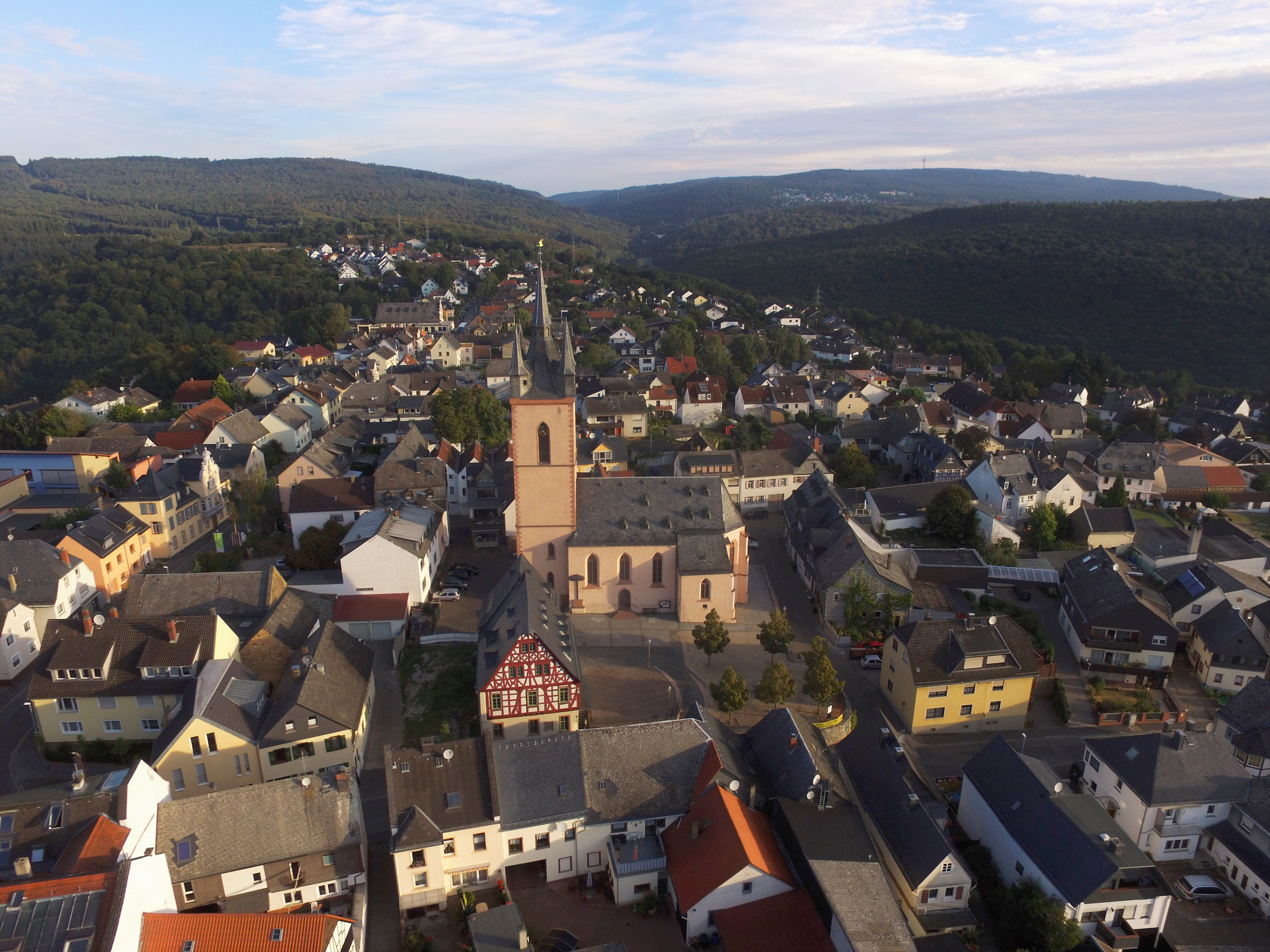
Drohnenaufnahme über Rauenthal (ca. 150 Meter Höhe)

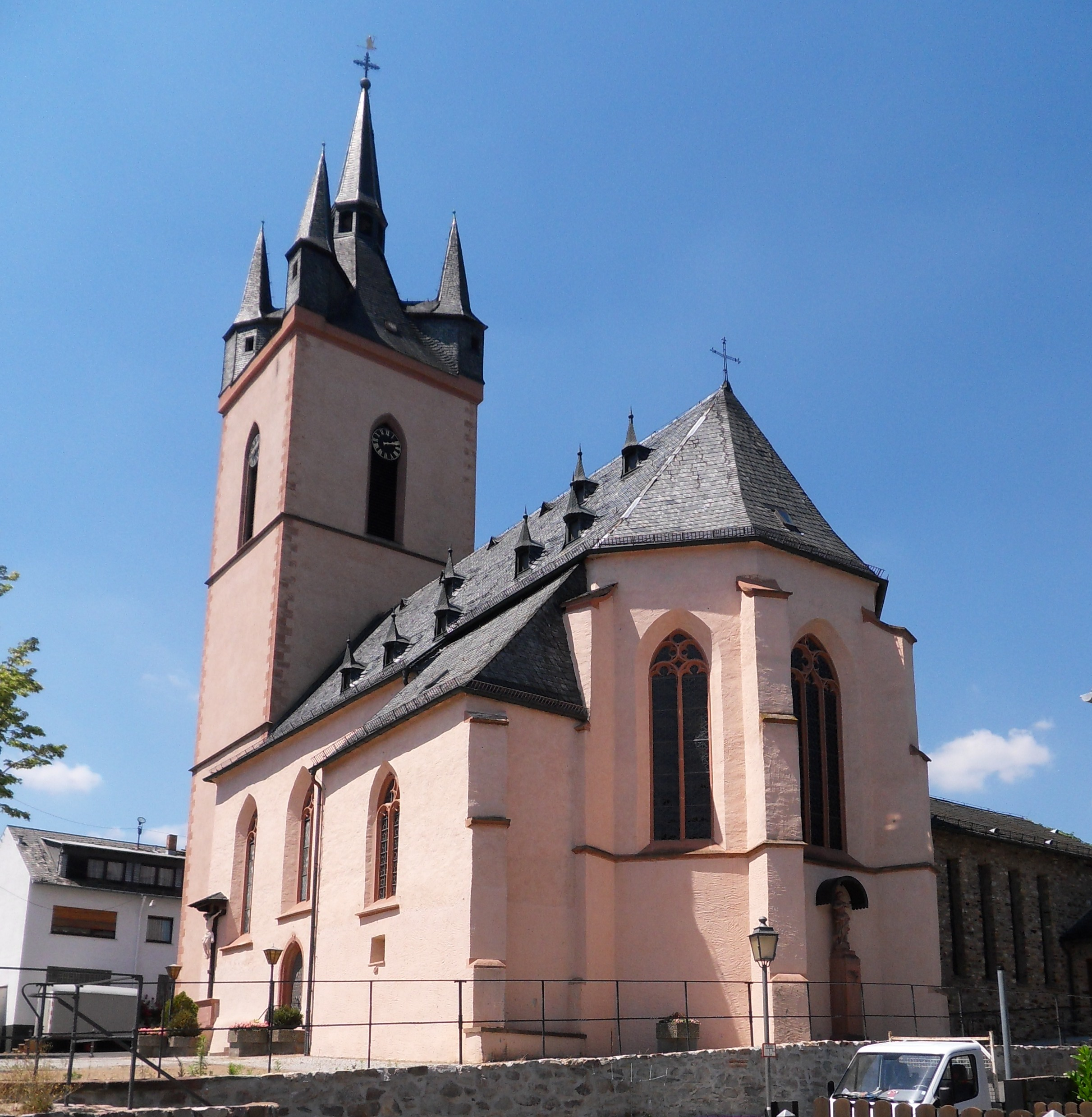
Katholische Pfarrkirche St. Antonius

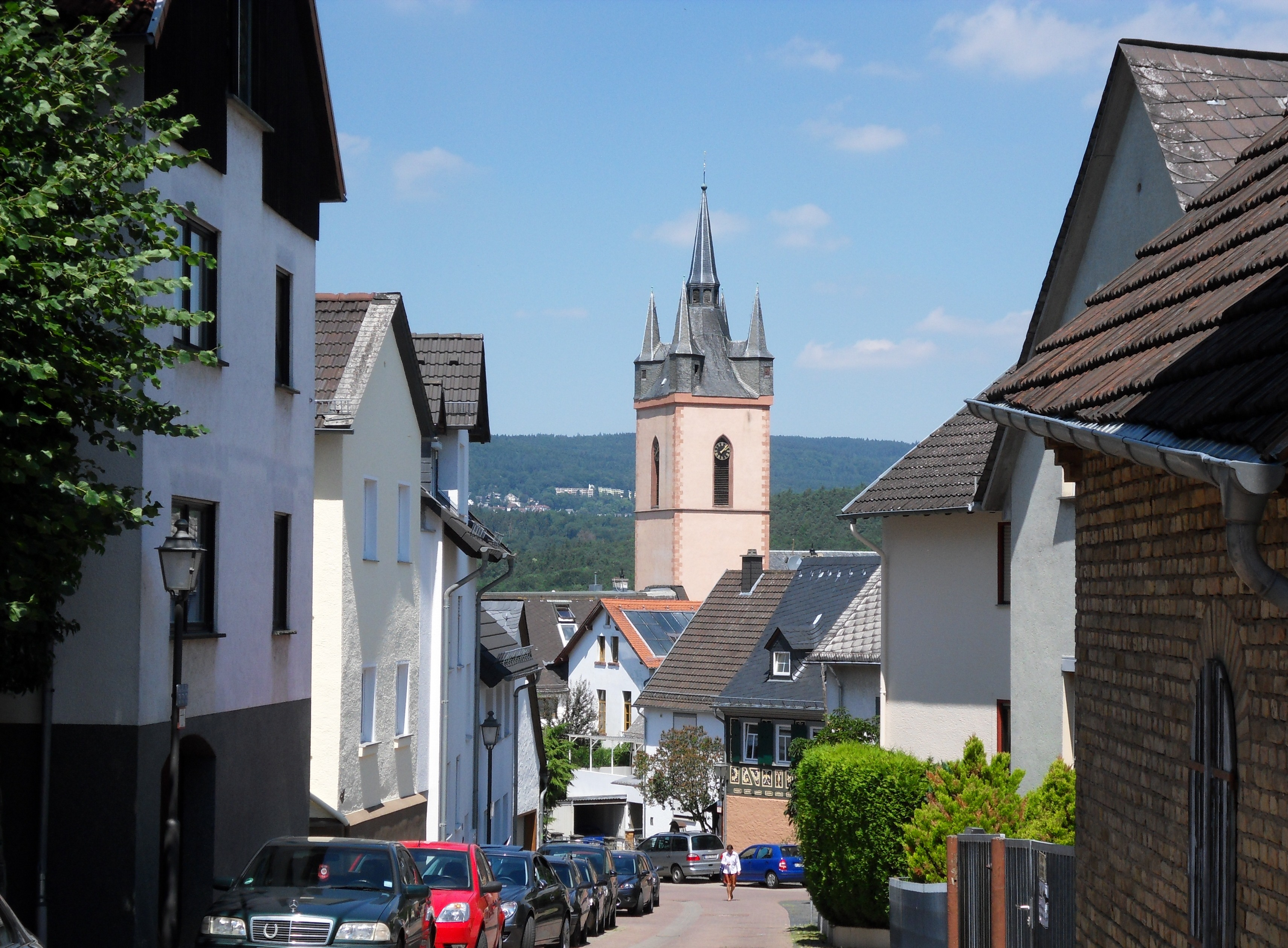
Blick von der Weinbergstraße Richtung Ortsmitte mit dem Turm von St. Antonius

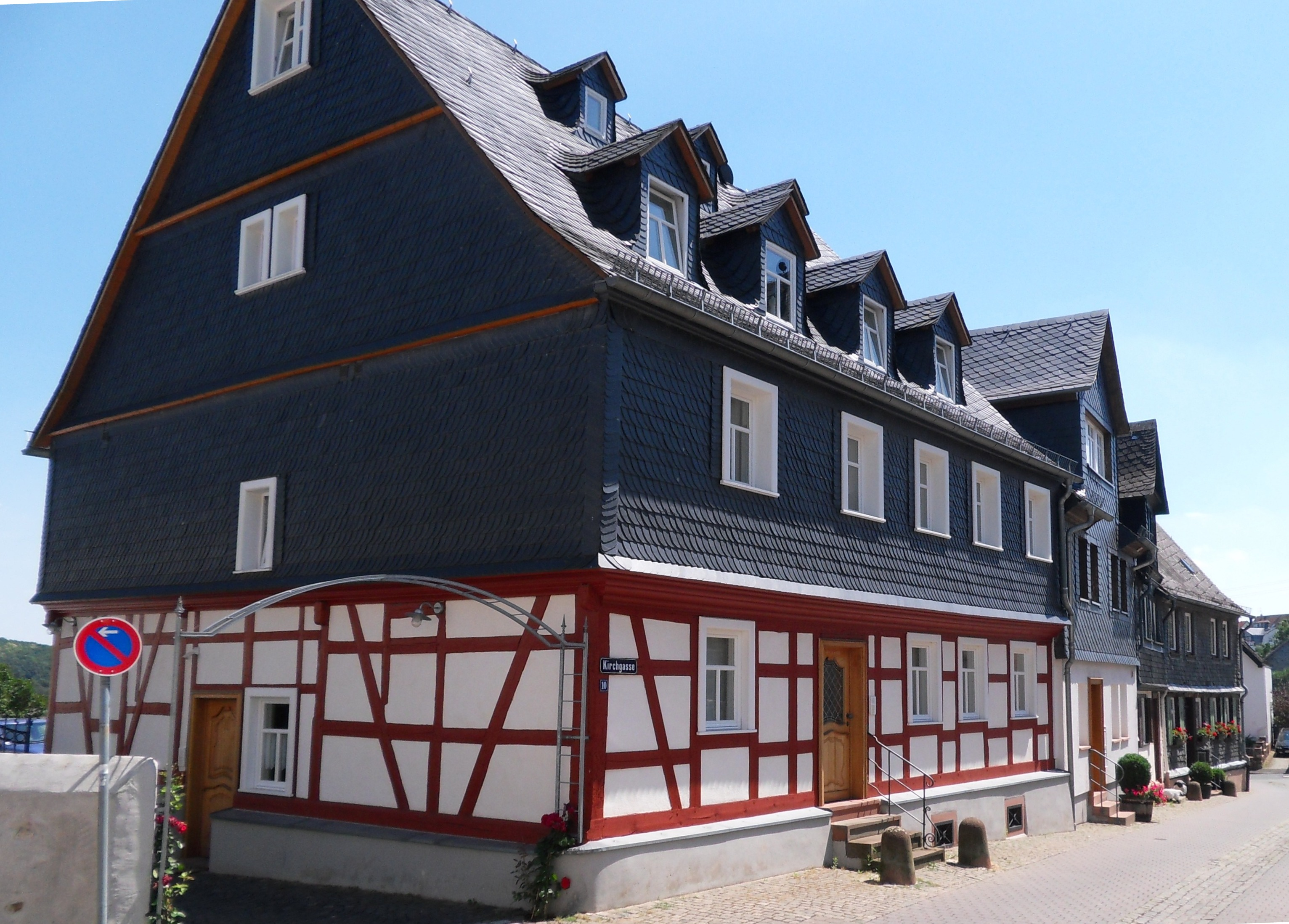
Kirchgasse in Rauenthal mit teilweise verschiefertem Fachwerkhaus

Rauenthal ist mit 255 Meter der höchstgelegene Weinbauort im Rheingau im Rheingau-Taunus-Kreis. Der Ort wurde 1977 als Ortsbezirk in die Sekt-, Wein- und Rosenstadt Eltville am Rhein eingegliedert. Rauenthal zählt rund 1.800 Einwohner.

## Geographische Lage
Rauenthal ist der am höchsten gelegene Ortsteil von Eltville und liegt in Sattellage auf einem Bergrücken, der sich vom Taunushauptkamm mit dem 495 Meter hohen Hansenkopf nach Süden zur 268 Meter hohen Bubenhäuser Höhe hinunterzieht. Nach Osten fällt die Gemarkung steil zum Walluftal ab. Sie umfasst gerade noch Kloster Tiefenthal und reicht bis vor die Ortslage von Martinsthal. Im Westen fällt die Gemarkung steil zum Sülzbachtal ab. Die Rauenthaler Weinlagen konzentrieren sich auf die Abhänge der Bubenhäuser Höhe und schließen die im Südwesten der Gemarkung gelegene Domäne Rauenthal der Hessischen Staatsweingüter Kloster Eberbach mit ein.

## Geschichte
Seit dem 8. Jahrhundert förderten die Mainzer Erzbischöfe den Weinbau im Rheingau, ausgehend von den Klöstern Eberbach und Johannisberg. Erstmals urkundlich erwähnt wurde Rauenthal am 23. März 1274, als der damalige Mainzer Erzbischof Werner von Eppstein dem römisch-deutschen König Rudolf von Habsburg bestätigte, dass er das Rheingauer Dorf als Kurmainzisches Territorium in den Besitzstand des Erzstiftes eingebracht habe.
Markantestes Bauwerk des Ortes ist die katholische Kirche St. Antonius (erbaut 1468–1491). Der lutherische Theologe und spätere Hofprediger in Wiesbaden Nikolaus Gompe (1524/25–1595) stammte aus Rauenthal. Der spätere Mainzer Weihbischof Christoph Nebel (1690–1769) war hier von 1714 bis 1729 Pfarrer.
Im 16. und 18. Jahrhundert waren die „Rauenthaler Weinmärkte“ berühmt, und die Ernte wurde von norddeutschen und holländischen Kaufleuten übernommen und mit Rheinschiffen oder Pferdefuhrwerken verfrachtet. Europäische Fürstenhäuser schätzten Rauenthaler Wein, und auf der Pariser Weltausstellung im Jahr 1867 wurde er zum „besten Wein der Welt“ gekürt.
Nach Auflösung des Kurstaates ging Rauenthal 1803 an Nassau-Usingen und gehörte zur Zeit des Herzogtums Nassau zum Amt Eltville. Nach der Annexion des Herzogtums durch Preußen wurde der Ort 1867 dem Rheingaukreis im Regierungsbezirk Wiesbaden zugeordnet.
Im Zuge der Gebietsreform in Hessen wurde die Gemeinde Rauenthal (Rheingau) am 1. Januar 1977 mit anderen Gemeinden kraft Landesgesetz in die Stadt Eltville eingegliedert. Für Rauenthal wurde wie für die Kernstadt und die anderen Stadtteile ein Ortsbezirk mit Ortsbeirat und Ortsvorsteher eingerichtet. Die Grenzen der Ortsbezirke folgen den seitherigen Gemarkungsgrenzen.

## Wirtschaft und Infrastruktur

### Weinbau
Der traditionsreiche Weinbau prägt noch immer das Leben in Rauenthal.
Winzer mit Rauenthaler Lagen:
- Weingut Albus[8]
- Hessische Staatsweingüter Kloster Eberbach mit der Domäne im Baiken
- Langehof – bewirtschaftet von Weingut Laquai aus Lorch[9]
- Weingut Ernst Rußler[10]
- Weingut H. J. Wagner – Weingut Engel[11]
- Karl Johannes Wagner – Weingut Hof St. Johannes[12]
- Weinbauer Weber[13]
- Weingut RehbergRehn[14]

Der Rauenthaler Winzerverein hat insgesamt rund 30 Mitglieder.
Die Namen der Rauenthaler Lagen:
- Baiken
- Gehrn
- Langenstück
- Nonnenberg
- Rothenberg
- Wülfen

Die Lage Rauenthaler Steinmächer ist eine Großlage, die aus den Weinorten Rauenthal, Martinsthal, Eltville, Walluf, Kiedrich und Wiesbaden verkauft werden darf.

### Verkehr
Durch die Lage auf einem nur über lange und beschwerliche Anstiege erreichbaren Höhenrücken liegt Rauenthal abseits aller wichtigen Verkehrsverbindungen. Für den Straßenverkehr ist der Ort durch die Kreisstraße K 641 erschlossen, die in der Nähe von Martinsthal von der Bundesstraße 260 abzweigt und kurvenreich zum südöstlichen Ortseingang hinaufführt, sodann den Ort nach Norden der Länge nach durchquert und in der Nähe der Klingermühle und des Betriebsgeländes der Firma EFEN wiederum in die B 260 einmündet. über die B 260 wiederum ist eine schnelle Verbindung über die Bundesautobahn 66 in die großen Städte des Rhein-Main-Gebietes gegeben.
Rauenthal ist der einzige Ortsteil von Eltville, der vom Fernwanderweg Rheinsteig berührt wird, und zwar auf dem Abschnitt Schlangenbad bis Kloster Eberbach. In der Nähe des Wanderwegs befindet sich die Bubenhauser Höhe, von der aus man einen Fernblick über die angrenzenden Weinberge und das Rheintal hat. Rauenthal ist zudem Teil der Rheingauer Riesling-Route.

### Bildung
In Rauenthal gibt es die Otfried-Preußler-Schule als Grundschule des Rheingau-Taunus-Kreises. Zum Besuch weiterführender Schulen bestehen Möglichkeiten in der Kernstadt Eltville.

## Kulturdenkmäler
Siehe: Liste der Kulturdenkmäler in Rauenthal (Rheingau)

## Persönlichkeiten
- Philipp Siegfried (1767–1845), Landwirt und Mitglied des Nassauischen Landtags
- Ingo Schon (* 1976), Politiker (CDU) und Mitglied des Hessischen Landtags; lebt in Rauenthal